# Benetton B199
El Benetton B199 fue el coche con el que el equipo Benetton compitió en la temporada 1999 de Fórmula 1. Lo conducían el italiano Giancarlo Fisichella y el austriaco Alexander Wurz, ambos en su segunda temporada completa con el equipo. El francés Laurent Redon fue el piloto de pruebas del equipo.

## Diseño y desarrollo
El B199 fue lanzado oficialmente en enero de 1999 en Enstone por el director ejecutivo de la empresa, Rocco Benetton. Fue el segundo automóvil diseñado por Nick Wirth, quien fue citado durante el lanzamiento diciendo que el B199 tenía un diseño significativamente más agresivo que el B198 de la temporada anterior. A finales de 1998, Benetton introdujo un nuevo túnel de viento en el lugar y añadió nuevas piezas sofisticadas, incluido un sistema de transferencia de par delantero y una caja de cambios de doble embrague. Como el equipo había conservado tanto a Fisichella como a Wurz desde 1998, ambos pilotos estuvieron muy involucrados en las pruebas y el desarrollo del nuevo coche. Como en temporadas anteriores, el coche estuvo dominado por el patrocinio de Mild Seven y terminó en el color azul cielo de la empresa.
Los motores fueron fabricados por Supertec en un esfuerzo entre ellos mismos, Renault y Mecachrome. Sin embargo, como en 1998, Playlife les nombró para representar a una de las empresas del Grupo Benetton.
El B199 fue probado exhaustivamente durante la pretemporada. En Barcelona, los coches estaban muy en media tabla. El último viernes de la prueba de enero, Fisichella era casi 2 segundos más lento que el McLaren de David Coulthard. Durante febrero, se realizaron pruebas de desarrollo en Silverstone. El equipo también participaría en pruebas de desarrollo de coches en junio en el circuito, antes del Gran Premio de Gran Bretaña. Esto le dio a Redon una oportunidad en el auto. Durante los 14 días de pruebas de pretemporada, los coches completaron 4.127 km.

## Rendimiento de carrera
En la primera ronda en Australia, los coches se clasificaron en el séptimo y décimo puesto, lo que los situó firmemente en la media tabla. Fisichella estuvo a tres décimas de la vuelta más rápida del piloto de Ferrari Eddie Irvine, sin embargo, ambos autos fueron alrededor de 2 segundos más lentos que Mika Hakkinen, quien logró la pole. En la carrera, Fisichella logró terminar cuarto, mientras que Wurz se retiró por un fallo en la suspensión. El equipo no logró sumar puntos en la siguiente ronda en Brasil, mientras que Fisichella logró un quinto lugar en San Marino. Fue en Mónaco antes de que ambos coches anotaran puntos en la misma carrera, y Wurz salió de la marca con un quinto y sexto lugar respectivamente.
El momento culminante del B199 llegaría en Canadá. Fisichella logró un podio con un segundo puesto en la carrera después de comenzar séptimo en la parrilla.
Lo que queda de temporada sería un sinfín de abandonos por fallos o accidentes para el equipo. Los últimos puntos anotados se produjeron en el Gran Premio de Austria, con Wurz logrando el quinto lugar. El equipo terminaría la temporada con 16 puntos, en la sexta ubicación en el Campeonato de Constructores, su peor resultado desde la temporada de debut de Benetton en 1986.

## Livery
Benetton utilizó los logotipos de Mild Seven, excepto en los Grandes Premios de Francia, Gran Bretaña y Bélgica, donde fueron reemplazados por "Benetton".

## Resultados
(Clave) (negrita indica pole position) (cursiva indica vuelta rápida)

| Año     | Motor             | Neu. | N.º | Pilotos              | 1   | 2   | 3   | 4   | 5   | 6   | 7   | 8   | 9   | 10  | 11  | 12  | 13  | 14  | 15  | 16  | Puntos | Pos. |
| ------- | ----------------- | ---- | --- | -------------------- | --- | --- | --- | --- | --- | --- | --- | --- | --- | --- | --- | --- | --- | --- | --- | --- | ------ | ---- |
| 1999    | Playlife FB01 V10 | B    |     |                      | AUS | BRA | SMR | MON | ESP | CAN | FRA | GBR | AUT | GER | HUN | BEL | ITA | EUR | MYS | JPN | 16     | 6.º  |
| 1999    | Playlife FB01 V10 | B    | 9   | Giancarlo Fisichella | 4   | Ret | 5   | 5   | 9   | 2   | Ret | 7   | 12† | Ret | Ret | 11  | Ret | Ret | 11  | 14† | 16     | 6.º  |
| 1999    | Playlife FB01 V10 | B    | 10  | Alexander Wurz       | Ret | 7   | Ret | 6   | 10  | Ret | Ret | 10  | 5   | 7   | 7   | 14  | Ret | Ret | 8   | 10  | 16     | 6.º  |
| Fuente: |                   |      |     |                      |     |     |     |     |     |     |     |     |     |     |     |     |     |     |     |     |        |      |